# Красноступ Іван Якович
Іван Якович Красноступ (1903, село Паплинці, тепер Старосинявського району Хмельницької області — 17 лютого 1967, місто Київ) — український радянський діяч, головний арбітр Державного арбітражу при Раді Міністрів Української РСР.

## Біографія
Народився в бідній селянській родині. Трудову діяльність розпочав у дванадцятирічному віці наймитом у поміщика.
У 1924—1931 роках — на відповідальних посадах у радянських установах.
Член ВКП(б) з 1930 року.
Освіта вища. У 1935 році закінчив Харківський юридичний інститут.
У 1935—1938 роках — в апараті Прокуратури Української РСР.
У жовтні (затв.) 1938—1941 роках — головний арбітр Державного арбітражу при Раді Народних Комісарів Української РСР.
У 1941—1943 роках — учасник німецько-радянської війни. Служив уповноваженим Військової ради Південно-Західного фронту.
У 1943 — 17 лютого 1967 року — головний арбітр Державного арбітражу при Раді Міністрів Української РСР.

## Нагороди
- орден Трудового Червоного Прапора
- медаль «За перемогу над Німеччиною у Великій Вітчизняній війні 1941—1945 рр.»
- медалі
- Почесна грамота Президії Верховної Ради Української РСР (.07.1963)